# سينيرشيا
سينيرشيا بالهجة المحلية هي كومونا في إيطاليا ويبلغ عدد الأشخاص المسجلين فيها بـ 1370 شخصًا، ولكنها تحتوي على 1036 نسمة فقط. وتقع بلدية سينيرشيا في مقاطعة أفيلينو، الواقعة في الوادي العلوي لنهر سيلي في كامبانيا. والذي كان من المتوقع فيه هزيمة سبارتاكوس وتشتهر بأنقاض قلعة قديمة.

## الموقع الجغرافي
تقع سينيرشيا على حدود مقاطعة ساليرنو وتحيط بها جبال جبال بيتشنتينيمن جميع الاتجاهات. ويربط الطريق الرئيسي ببلدية كواليتا.
وتقع بلدية سينيرشيا على حدود البلديات الآتية وهي اشيرنو (SA) وكامبانيا (SA) والفيتو تشيترا (SA) وفالفا (SA) وكالبريتو (SA) وهي البلدية الوحيدة المجاورة في نفس المقاطعة.
وتوجد القرية على ارتفاع 600 متر أي ما يعادل (2000 قدم) فوق مستوى سطح البحر حيث أنها في وادي سيلي، وهي في منطقة جبلية في الجانب الشرقي من جبال بيتشنتيني، وتقع عند أحد المنحدرات لجبل بوسكتيلو. وتتكون المنطقة من الغابات والجبال، وتحتوي المنطقة على العديد من القمم حيث يزيد ارتفاع هذه القمم عن 1500 متر أي ما يعادل (4900 قدم) فوق مستوى سطح البحر، ومثال على ذلك هو جبل بوسكتيلو ويبلغ ارتفاعه 1.574 مترًا أي ما يعادل (5.164 قدم)، وجبل كروس ويبلغ ارتفاعه 1533 مترًا أي ما يعادل (5.030 قدم)، ورايا ديلا فولبي ويبلغ ارتفاعه 1.631 مترًا أي ما يعادل (5.351 قدم) وسيرا دي كوبي ويبلغ ارتفاعه 1.683 مترًا أي ما يعادل (5.522 قدم) وسيرو ديلا بيكا ويبلغ ارتفاعه 1536 متر أي ما يعادل (5039 قدم) ورايا ديلبا ستوري ويبلغ ارتفاعه 1524 متر أي ما يعادل (5000 قدم). ويبلغ ارتفاع  التضاريس الجبلية 600 متر أي ما يعادل (2000 قدم) وتستمر الضفة اليمنى إلى نهر سيلي. وتمتاز المنطقة بالعديد من الينابيع والتربة الأرضية. بالإضافة إلى نهر سيلي، أيضًا تمتاز بـ الممرات المائية مثل فالون فورما، وبيتشيليا، وفيوميتشيلو روفيفو، وبيتسو سان نيكولا، وأكوابينكا.
وبعد أن حدث زلزال إربينيا عام 1980، تحولت سينيرشيا لمكان يميزه الحضارة. حيث أن القرية دمرت بالكامل. لم يكن على السكان سوى التخلي عن الأجزاء القديمة والمباني الغير آمنة. وأصبح مكان الكنسية والساحة الرئيسية منطقة خضراء. وقد تم إنشاء مباني جديدة بجانب الموقع القديم، مواكبة للحضارة الجديدة وإنشاء شوارع جديدة.

## التاريخ

### الأصول
كانت سينيرشيا سابقًا مجموعة من المستوطنات النائية وكان ذلك قبل العصر الروماني. وقد نشأت المستوطنة الأولى في أعلى المرتفعات وهو المكان الذي توجد به آثار القلعة حاليًا، كان الهدف من ذلك هو إنشاء مستوطنة محصنة. وقد كانت إطلالة القلعة على القرية القديمة، وهو بالقرب من كنسية القديس المسؤول عن البلدة، وكان الهدف من ذلك هو اعتقادهم بأن ميكائيل كبير الملائكة يطل من هذا التل والمقصود بالتل هو جبل بوسكتيلو على وادي سيلي.
تم اشتقاق أسم سينيرشيا من سينا هيركلي  والتي تعني في اللاتينية القديمة «قلب هرقل» ويمكن أن يشير أصل الكلمة وآثار القلعة على أن سينيرشيا كانت قوية في أحد الأيام. وقد يفترض البعض أن كلمة[من؟] يقصد بها أسماء بعض المناطق في شمال تاسكن وهي سيليركيا وسيليركيه حيث أن اسم سيليركيا مأخوذ من كلمة لاتينية وهي Siler-eris وتعني النبات الذي ينمو في الأماكن المائية.

### سبارتكوس
المعركة الاخيرة حيث شهدت تلك المعركة موت سبارتكوس وكان ذلك 71 قبل الميلاد حدثت المعركة في إقليم سينيرشيا وكان ذلك على الضفة اليمنى لنهر سيلي وقد كانت تلك المنطقة على حدود الفيتو تشيترا ممتدًا إلى حدود كالبريتو، وقد كان بالقرب من قرية تدعى كواليتا. وقد كانت ساحة المعركة جزءًا من لوكانيا. وقد تم العثور مؤخرًا على بعض الدروع والسيوف التي تعود إلى الإمبراطورية الرومانية.
كان جيش سبارتكوس الذي يتكون من العبيد يسيرون باتجاه ابوليا وكان هدفهم حينها هو الإبحار إلى تريس وحينها هاجم كراسوس وهو على رأس الجيش الروماني هو وجيشه المسلح على سبارتكوس وحينها تعب جنود سبارتكوس وقتل سبارتكوس حصانة حيث أنه قال بأنه أن فاز فستكون كل الأحصنة ملكه وأن خسر فلن يهرب. وقد كان سبارتكوس حينها في مقدمة جيشه، وقد توفي في مواجهته ضد جنود الرومان. والبعض من جيشه اضطروا إلى الفرار إلى الجبال المحيطة. [بحاجة لمصدر]

### عائلة سينيرشيا
ذكرت عائلة سينيرشيا في الكاتلوج الباروني من 1150 - 1168 .
وصف شبيونيا ميراتو (1531 - 1601) سينيرشيا على انها «قلعة في مديرية ساليرنو وأنها تحتوي على 160 موقدًا، وآن اسم العائلة أمتد إلى ثلاثمئة عام»، حيث أن العائلة ارتبطت بالعقار. وقد كانت عائلة سينيرشيا عائلة نبيلة وقديمة من أصل نورمان وهي مشتقة من فيلنجيري. وقد شاركت العائلة في العديد من النزاعات التي حدثت بين كامبانيا وبازليكاتا وبوليا، وقد عاشت العائلة بين سينيرشيا ونابولس  حتى القرن الخامس عشر. وقد تم تكريم عائلة سينيرشيا بلقب الكونت في القرن الخامس عشر بعدما حدثت 1481 مؤامرة من قبل البارونات وقد تم إعطاء لقب سكاردنتشوني عندما انتقل أورلاندو سينيرشيا سكاردنتشوني مع ابن عمه كونت سانت تنديا ولم يستطع أن يأخذ ممتلكاته بسبب مؤامرة البارونات.

### القلعة
ترجع أصول قلعة سينيرشيا المطلة على وادي سيلي إلى العصور القديمة. وقد تكون الحارسة والمدافعة لـ اربيني. مما جعل لدى الرومان الرغبة في الاستحواذ عليها ; ومن هنا بدأت تسمية الاسم اللاتيني سينا هيرلكيا والذي يعني (قلب هرقل). وفي الحرب الأخيرة ضد القوط تم السيطرة عليها من قبل البيزنطيين. وحينها قام اللومبارديين بتغيير المعاقل وقاموا بعمل اشياء أخرى. وفي فترة أنجيفن لسينيرشيا، وفي عام 1271 قام نيكولاس وهو المحافظ آنذاك بتكليف الملك تشارلز الأول للحصن مع الواجهة الغربية، ولا تزال الواجهة الغربية آحد الآثار التي بقيت من الحصن.